# Tiquisio
Tiquisio là một khu tự quản thuộc tỉnh Bolívar, Colombia. Thủ phủ của khu tự quản Tiquisio đóng tại Puerto Rico Khu tự quản Tiquisio có diện tích 758 ki lô mét vuông. Đến thời điểm ngày 28 tháng 5 năm 2005, khu tự quản Tiquisio có dân số người.